# Jean-Baptiste Blaise Simonet
Pour les articles homonymes, voir Simonet.
Jean-Baptiste Blaise Simonet (1742-1817) est un graveur buriniste et illustrateur français, auteur de nombreuses vignettes, interprète entre autres du peintre Pierre Antoine Baudouin et proche de Moreau le Jeune.

## Biographie

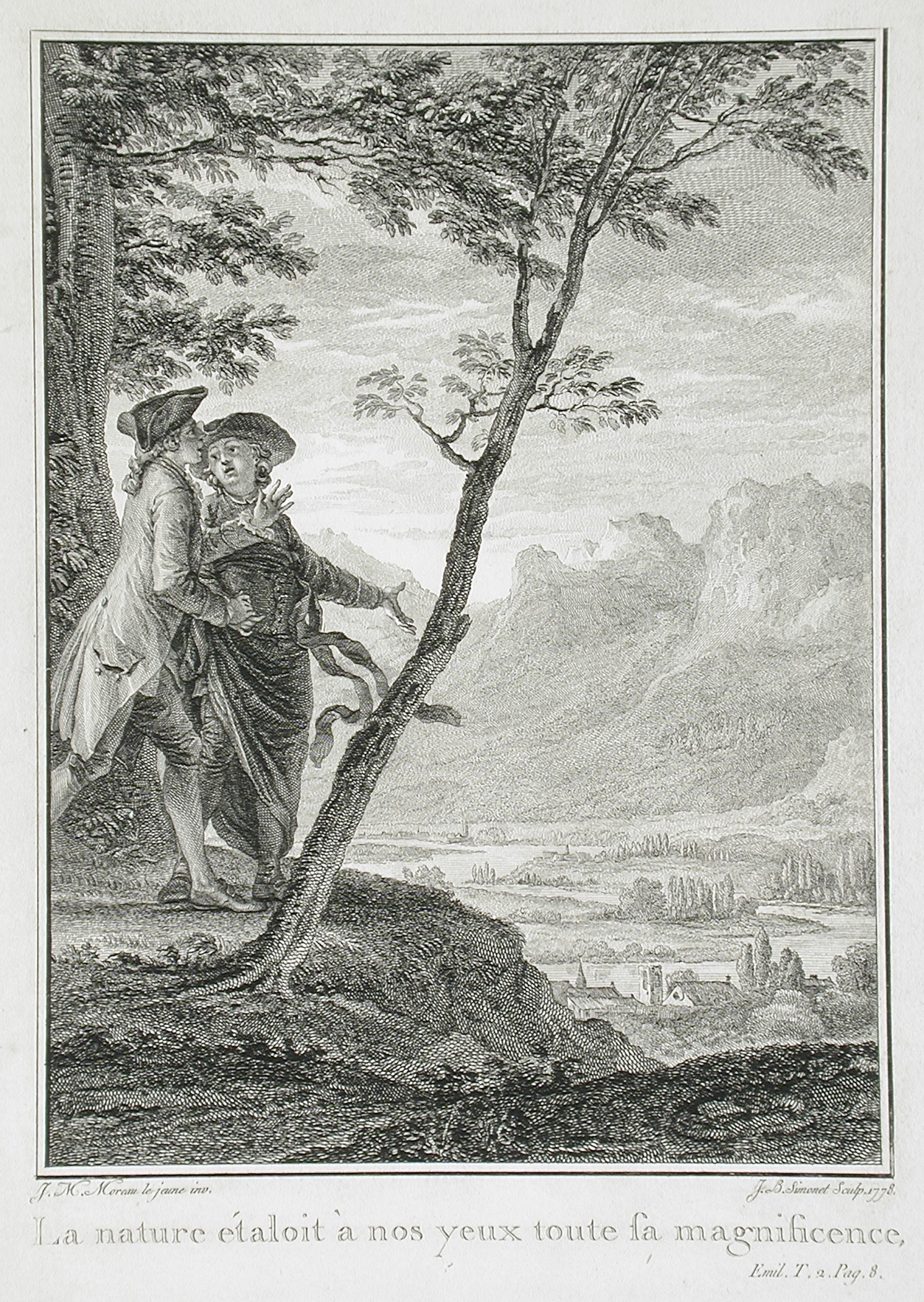
La nature étaloit à nos yeux toute sa magnificence, gravure de Simonet d'après Moreau le Jeune pour lÉmile ou De l'éducation de Rousseau (1778).

Jean-Baptiste Blaise Simonet est né en 1742 à Paris.
Essentiellement taille-doucier, Simonet se fait connaître à Paris en transposant la gouache « au sujet léger » de Pierre Antoine Baudouin intitulée Le Modèle honnête présentée au Salon en 1769, et annoncée à la vente sous la forme d'une estampe en 1772 par le Mercure de France ; elle remporta au tirage un vif succès.
Ses plus anciens travaux répertoriés correspondent, d'une part à quatre estampes exécutées d'après Gravelot pour La Partie de chasse de Henri IV, une comédie publiée à Paris en 1766, et d'autre part, à des vignettes et cartes pour la Géographie ancienne abrégée, de d'Anville publiée à Paris en 1768 ; Gravelot, alors assez âgé, et d'Anville, sont frères : on suppose ici un lien d'affaires.
Simonet grave également sur cuivre d'après Greuze et Aubry, et participe à l'illustration d'éditions de Racine, Voltaire, Rousseau. On connaît de lui plus d'une centaine de pièces.
Il travaille en société avec son quasi-contemporain Moreau le Jeune, lequel exécute l'eau-forte que Simonet termine au burin : cette activité collégiale n'est pas seulement effective durant les dernières années de la vie de Moreau, puisque les deux graveurs sont co-signataires dès 1777 sur Les Incas de Marmontel publié à Paris.
En 1788, il épouse Marie-Françoise Pioleine (1757-1817). En juin 1793, les archives de la Surêté, aux heures de la Terreur, le signale comme ayant 50 ans et habitant la rue Saint-Jacques, quartier traditionnel des marchands d'estampes.
Pour le Livre du Sacre de l'Empereur (1804), il exécute trois gravures d'après Jean-Baptiste Isabey.
Il meurt en 1817 à Paris, restant actif jusqu'à la fin.
Il eut au moins deux fils, nommés Jean-Jacques François Simonet, graveur et imprimeur lithographe, et Adrien-Jacques Simonet, taille-doucier, tous deux sur Paris.